# École supérieure des arts Saint-Luc de Liège
Pour les articles homonymes, voir Saint-Luc.
L'École supérieure des arts Saint-Luc de Liège (ESA) est une école supérieure des arts belge fondée en 1890. Elle fait partie des Instituts Saint-Luc établis en Belgique.

## Histoire
Créée en 1890 par la Congrégation des Frères des écoles chrétiennes, l'école Saint-Luc de Liège s'implante rue Sainte-Marie dès 1899, grâce à un don, sur une parcelle de terrain.
La construction progressive permet aux professeurs et étudiants de s'y installer en 1908. L'école Saint-Luc va continuer à s'accroître, tant dans l'espace que dans l'éventail des formations artistiques proposées. Petit à petit, la structure même de l'enseignement évolue, distinguant les cours d'enseignement supérieur, les cours d'enseignement secondaire (institut Saint-Luc) et les cours de promotion sociale. Les différentes écoles se développent tellement qu'au fil du temps, différents bâtiments sont acquis dans le quartier, rue Louvrex et boulevard d'Avroy. Malgré tout, cela ne suffit pas à abriter tous les étudiants et un déménagement est mis à l'étude.
En 2000, l'ESA et l'Institut supérieur d'architecture (devenu aujourd'hui la Faculté d'architecture de l'université de Liège) s'installent en Outremeuse, dans la caserne Fonck complètement rénovée, à quelques rues des premiers bâtiments qui ont accueilli les premiers cours Saint-Luc (les locaux de l'Institut Saint-André).

## Campus
À l'extérieur, de nombreux vestiges architecturaux et des sculptures néo-renaissance provenant d'une maison détruite de la rue Louvrex (et rachetés par l'ESA) sont également installés et jalonnent le site verdoyant qui accueille aujourd'hui plus de mille étudiants.

## Anciens élèves
- Dominique Bar (né en 1957), dessinateur et scénariste de bandes dessinées.
- Denis Bruyère (né en 1957), ébéniste et sculpteur ornemaniste, conservateur-restaurateur de meubles de grand patrimoine.
- Kitty Crowther (né en 1970), auteur et illustratrice de livres jeunesse.
- Stéphane Halleux (né en 1972), sculpteur et maquettiste.
- Marc Hardy (né en 1952), dessinateur de bande dessinée.
- Joëlle Épée Mandengue ou Elyon's  (1982- ), une dessinatrice et autrice de bande dessinée camerounaise.
- Roseline d'Oreye (née en 1979), illustratrice et art-thérapeute[2].
- Jean Pleyers (né en 1943), auteur de bande dessinée.
- Jean-Pierre Ransonnet (né en 1944), peintre.
- Jean-Claude Servais (né en 1956), dessinateur et scénariste de bandes dessinées.
- Simon van Liemt (né en 1974), auteur de bande dessinée
- ÂA (né en 1992), chanteur belge d'origine congolaise.
- Pierre Leclercq (né en 1972), designer automobile chez Citroën
- Laetitia Bica (née en 1981), photographe.